# 卡莱因·阿赫特雷克特
卡莱因·阿赫特雷克特（荷蘭語：Carlijn Achtereekte，1990年1月29日—），荷蘭女子速度滑冰運動員，她曾獲得2018年冬季奧林匹克運動會競速滑冰比賽女子3000公尺項目金牌。

## 外部連結
- SpeedSkatingNews profile （页面存档备份，存于）